# Vleeshuis (Dendermonde)

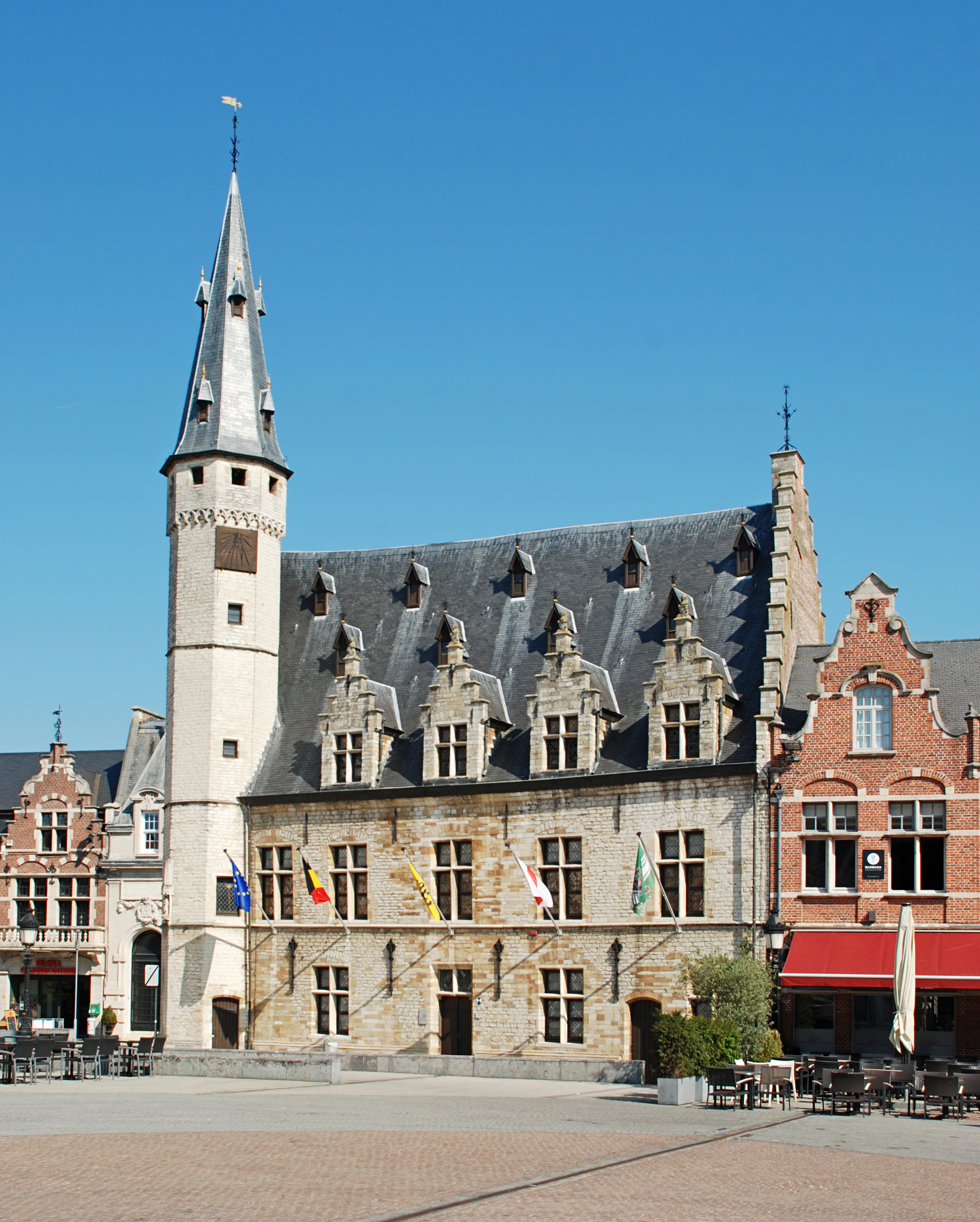
Het Vleeshuis

Het Vleeshuis is een historisch gebouw op de Grote Markt van de Belgische stad Dendermonde. Het fungeert als oudheidkundig museum, met o.a. archeologische vondsten, oude documenten, een collectie hand- en vuurwapens en een mammoetskelet. Op het gelijkvloers staan de collectie in verband met de Sint-Joris-, Sint-Andries- en Sint-Gillisgilde en elementen uit vroegere Ros Beiaardommegangen. 

## Geschiedenis
Het Vleeshuis werd gebouwd tussen 1460 en 1462 op dezelfde plaats van een vroeger gebouw uit 1293. Op de gelijkvloerse verdieping bevond zich de hal voor de lokale slagers. Het Vleeshuis is gebruikt als vlees- en lakenhal, schepenhuis, vierschaar, gevangenis, gildekamer, toneelzaal en wachtlokaal. In 1862 verdwenen de laatste 'vleesbanken' en werd het een overdekte groentemarkt.
Vanaf 1875 huisde het Vleeshuis de Stedelijke Muziekschool. Van 1898 tot 1899 werd het gebouw grondig gerestaureerd naar plannen van stadsarchitect Edouard Bouwens. Na de werken kreeg de muziekschool een plaats op het gelijkvloers. De andere verdiepingen werden toegewezen aan het oudheidkundig museum dat enkele jaren eerder, in 1895, was opgericht en ingericht werd door de in 1862 opgerichte Oudheidkundige Kring der Stad en des voormaligen Lands van Dendermonde. De muziekschool bleef in het Vleeshuis gehuisvest tot 1914.
In 1926 werd de traptoren afgebroken omdat die barsten vertoonde en daarna heropgebouwd.
Sinds 1943 is het als monument beschermd.

## Afbeeldingen

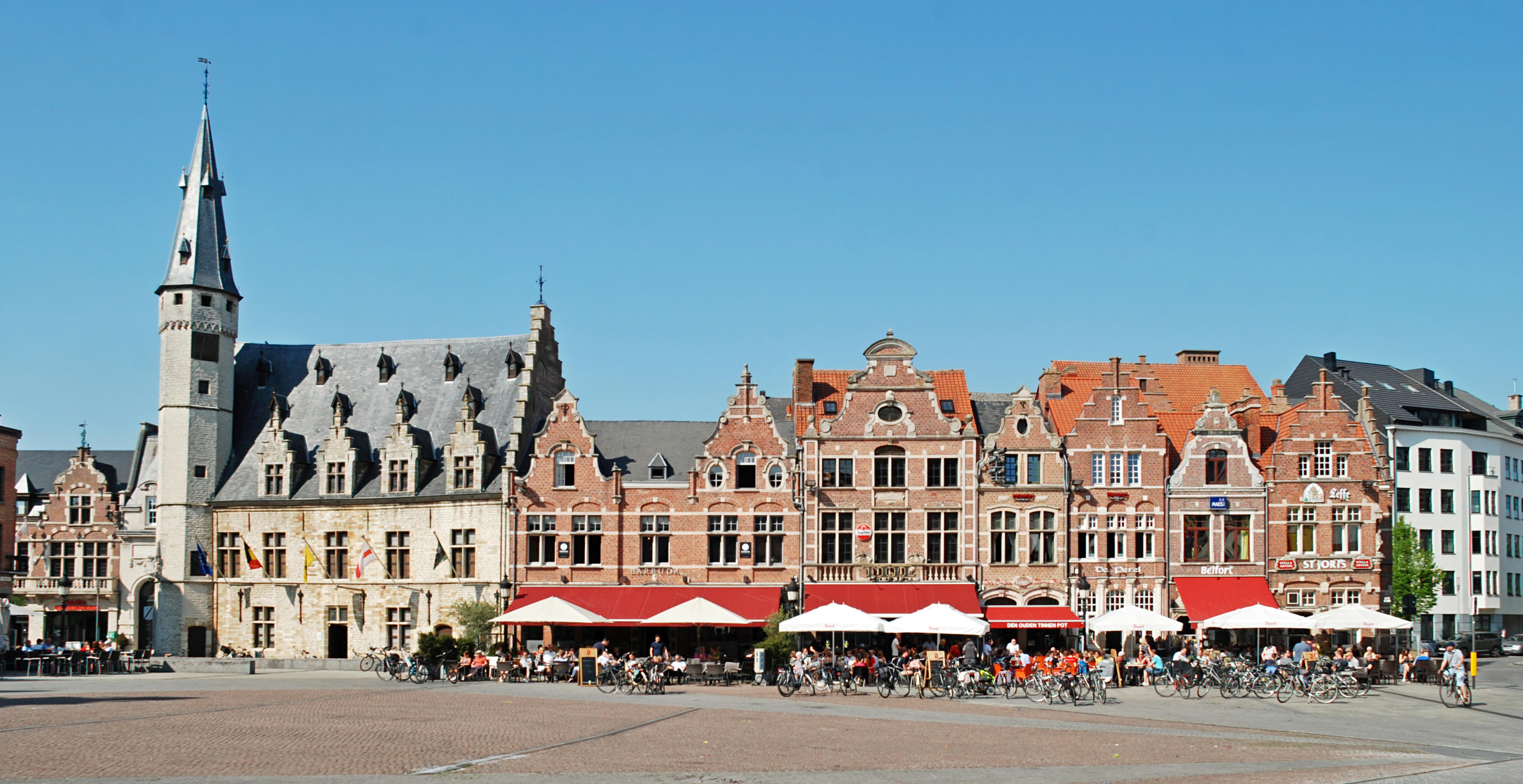
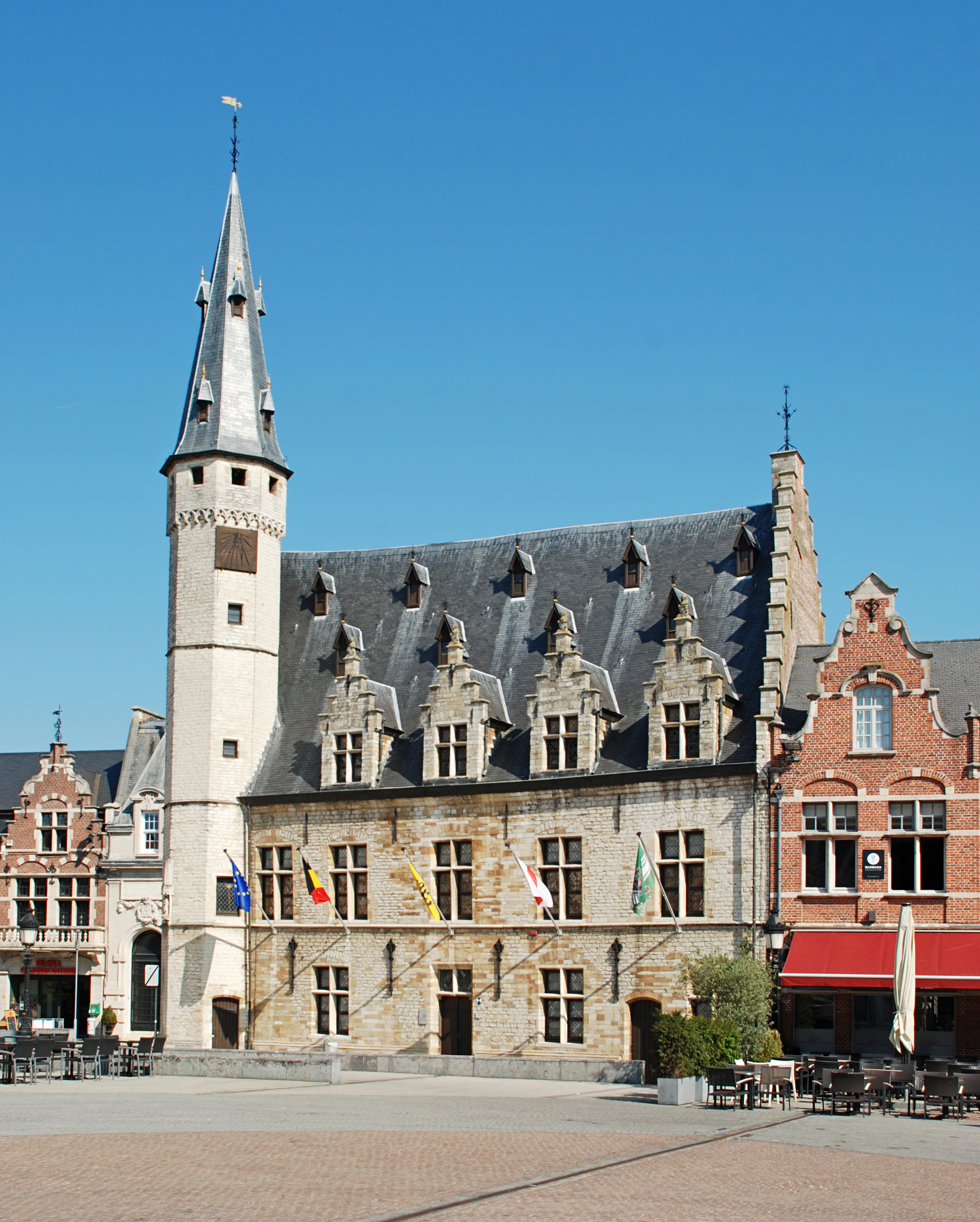
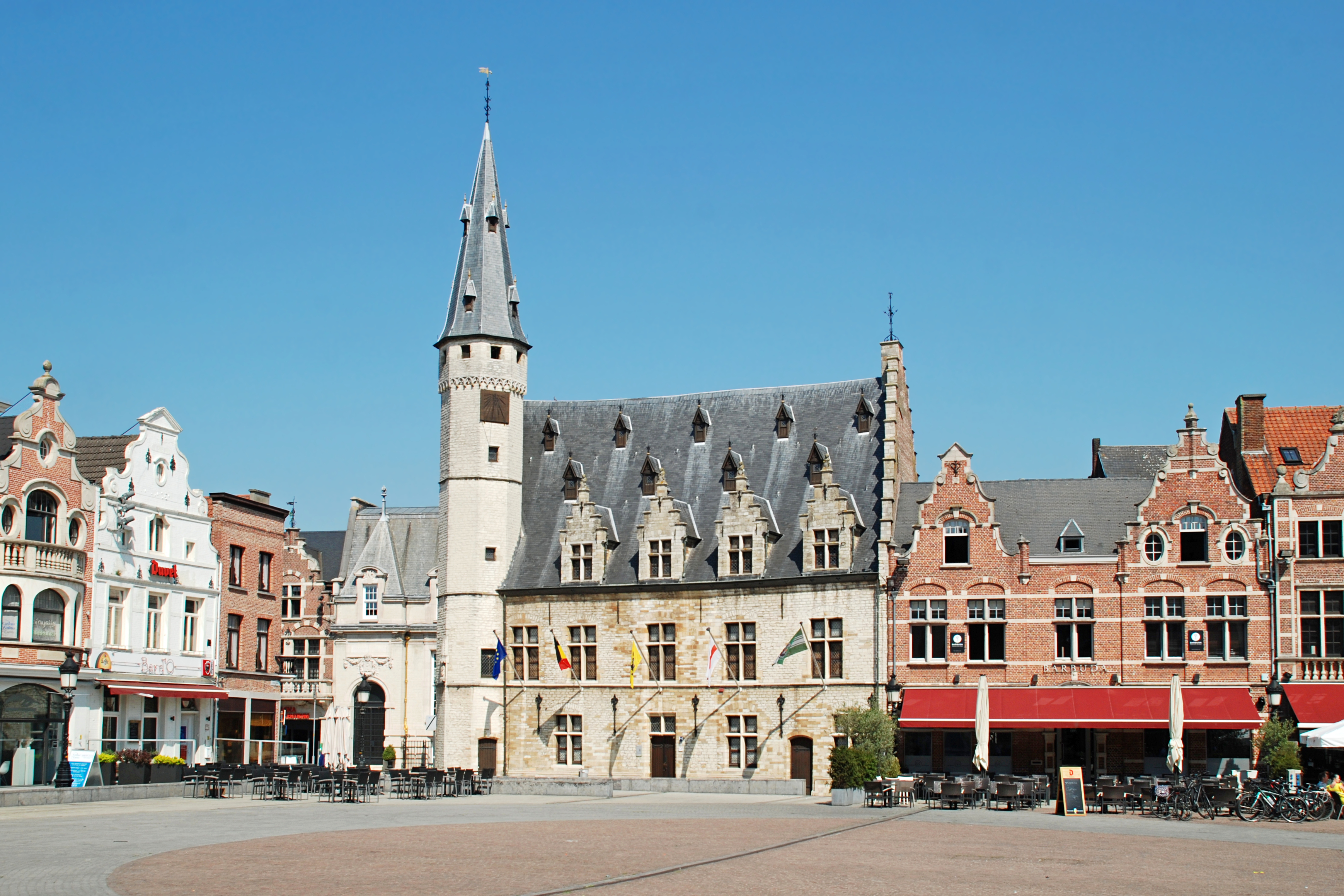
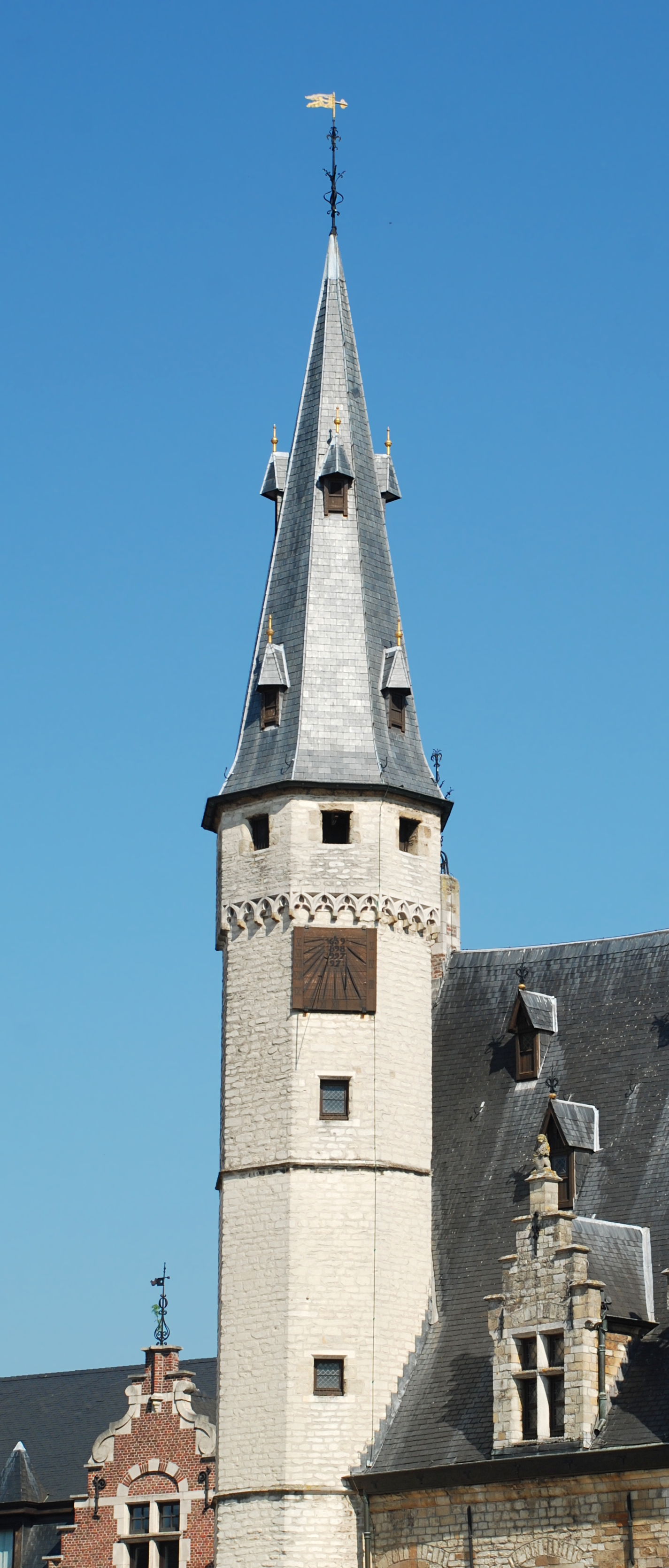
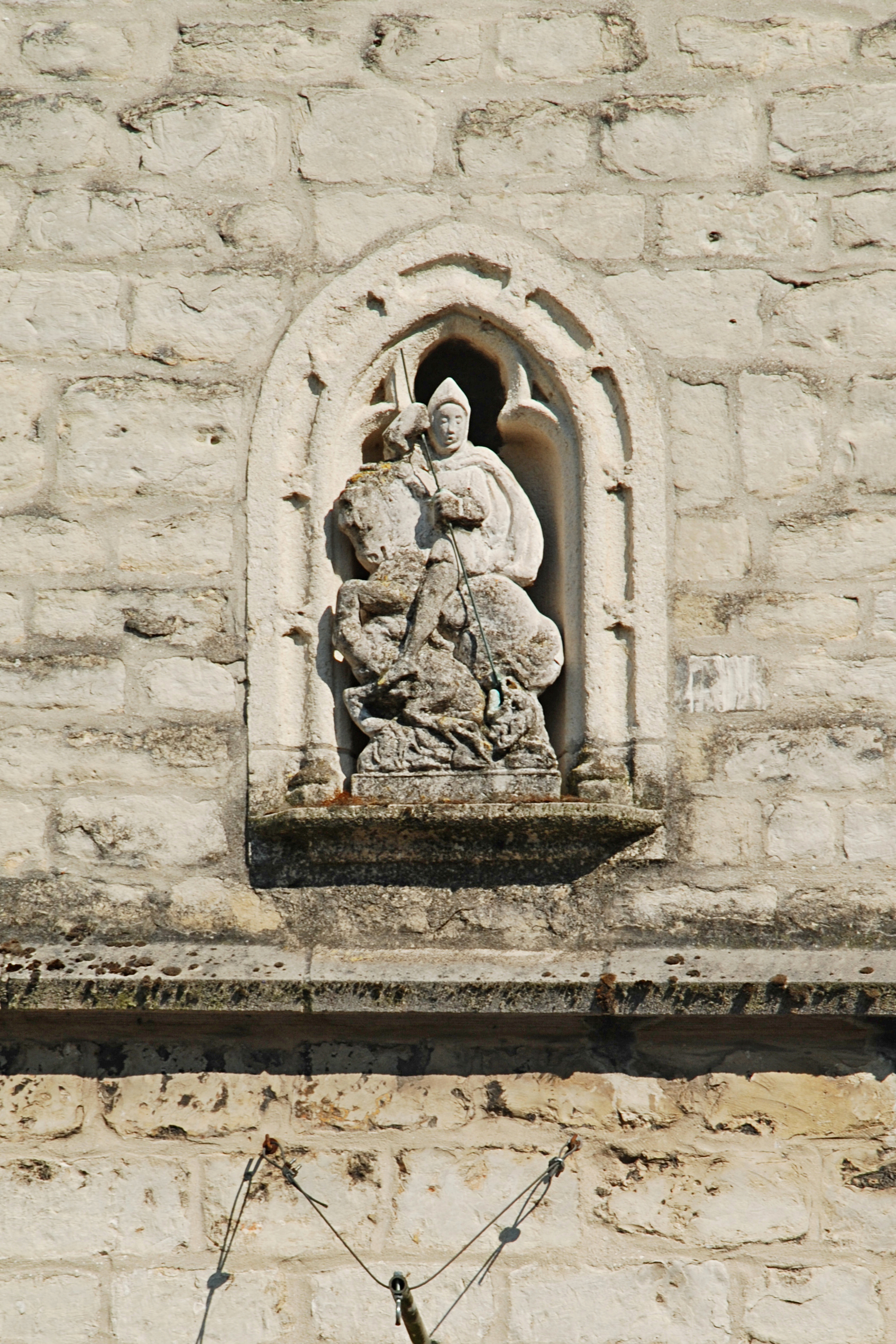
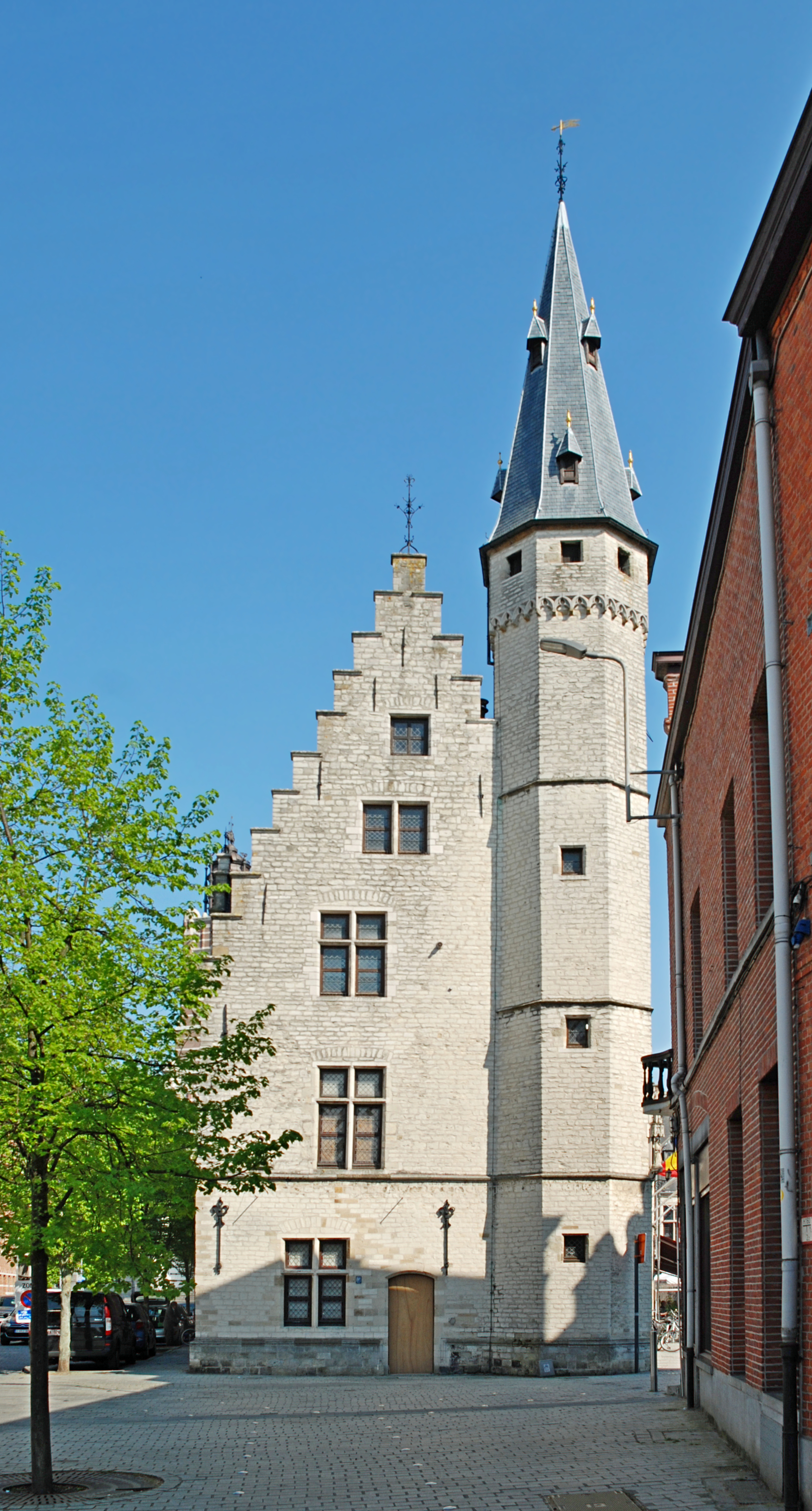
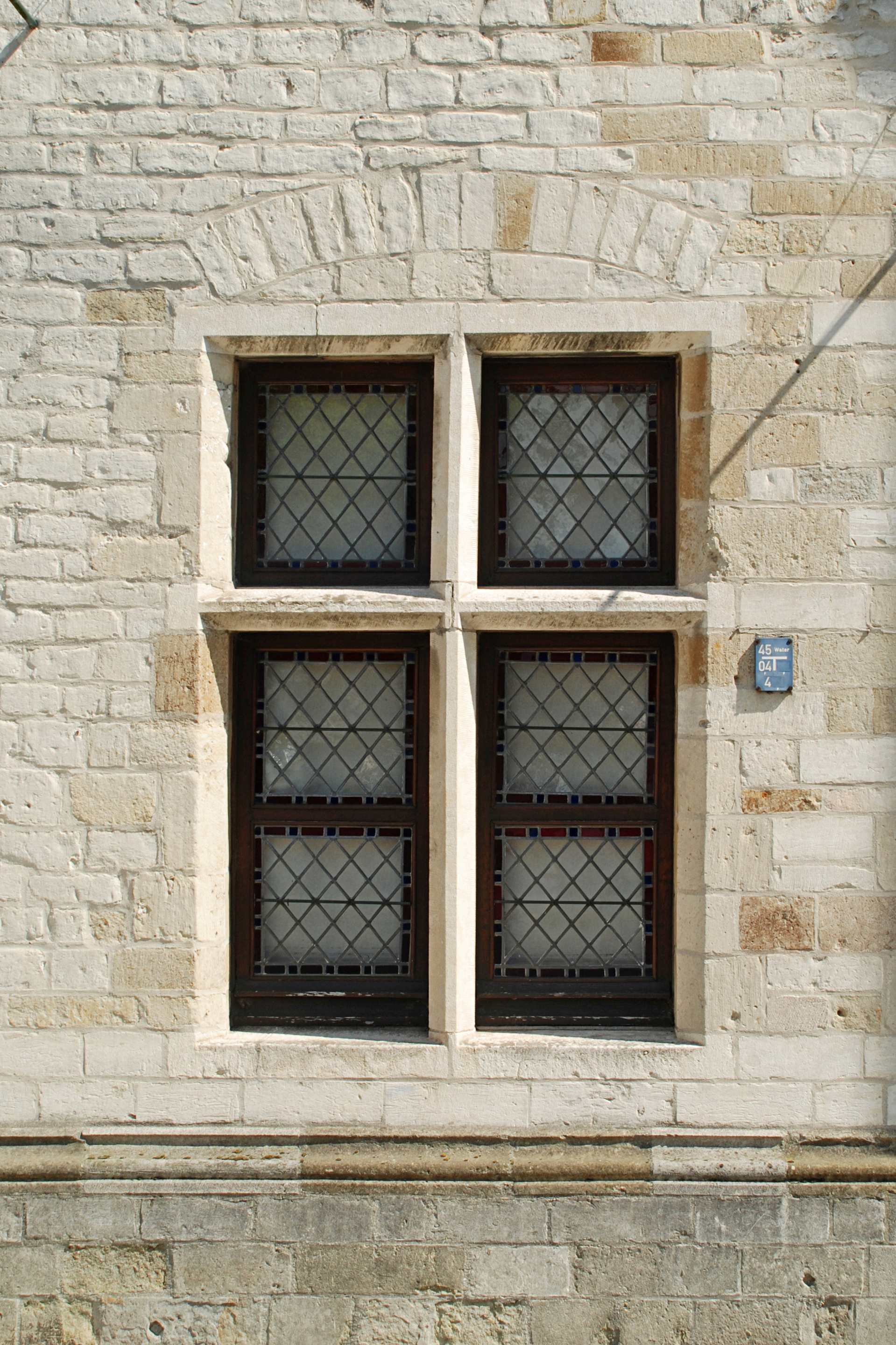
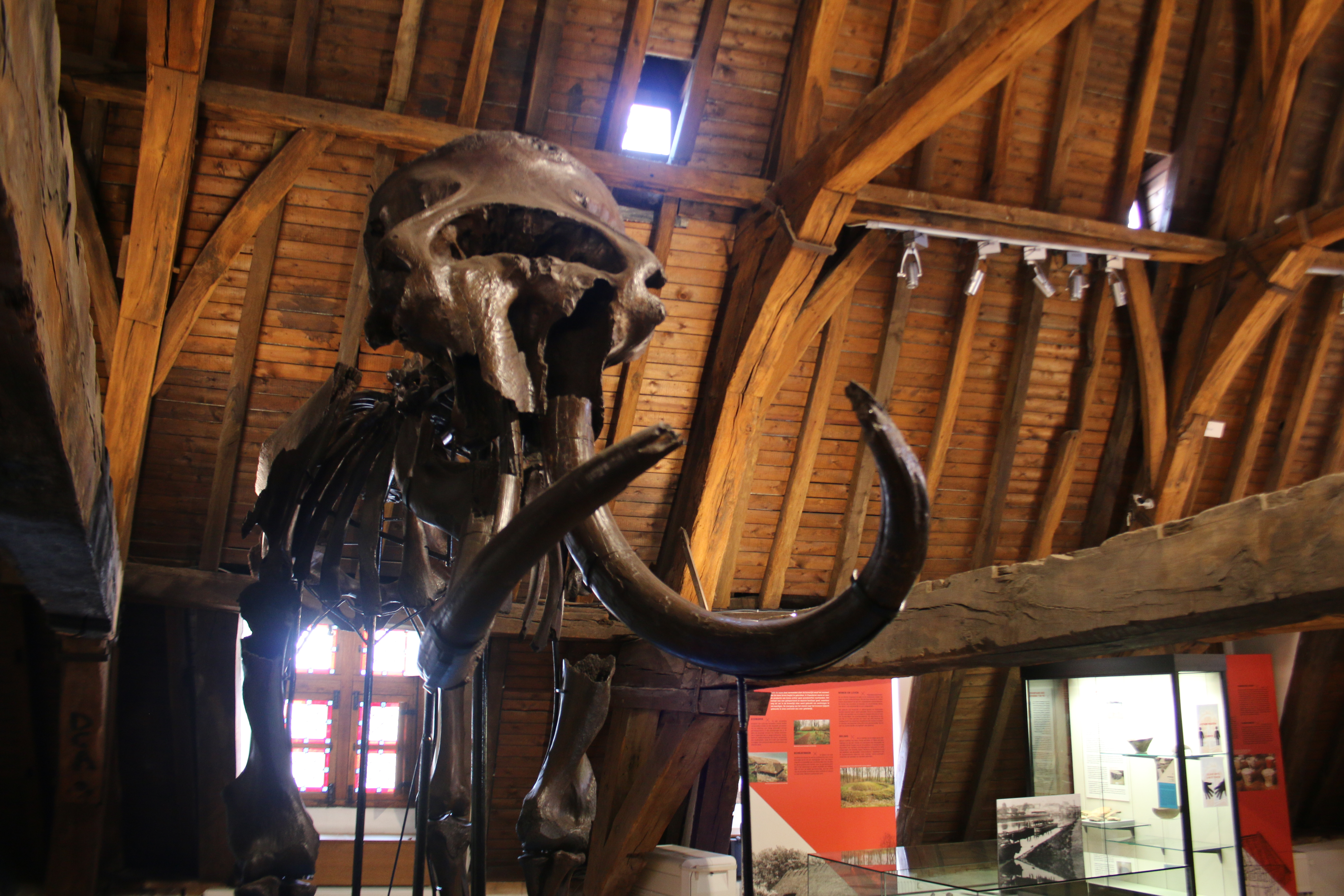
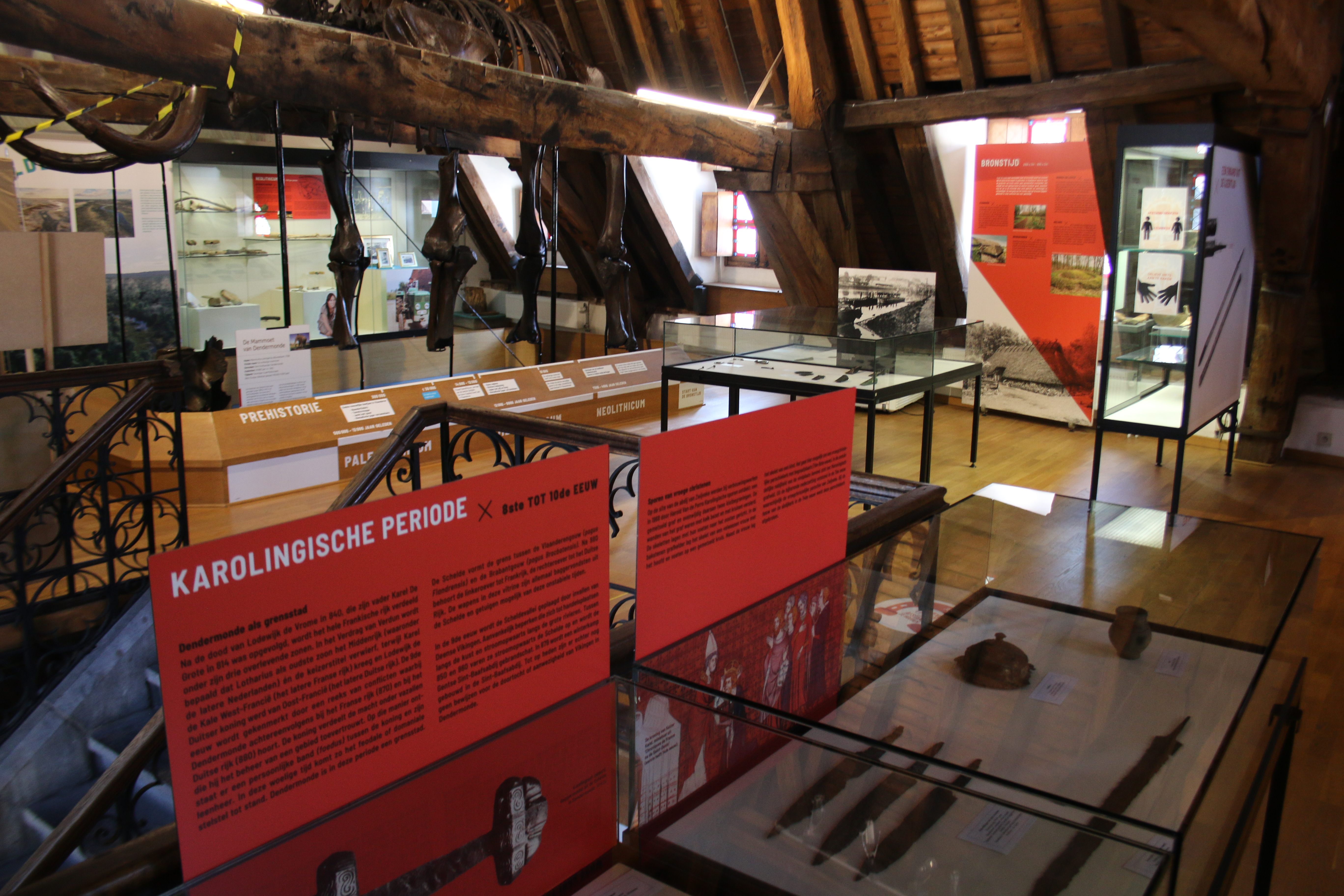
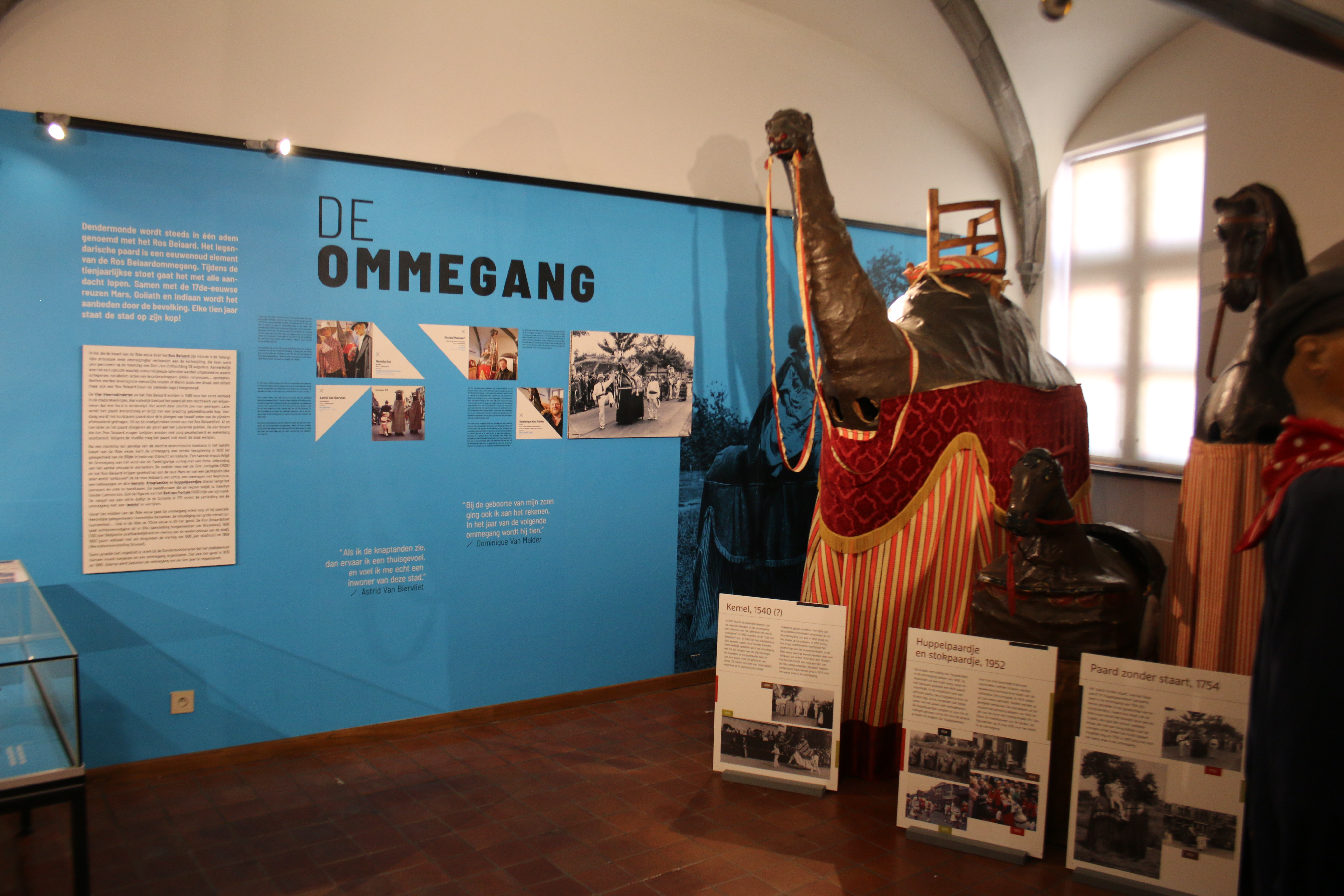